# Hermann Nietschmann

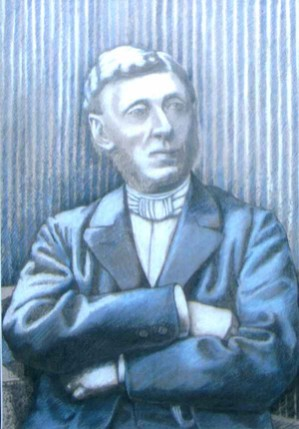
Hermann Otto Nietschmann nach einem Porträt von Heike Lichtenberg

Hermann Otto Nietschmann, Pseudonym Armin Stein (* 11. Januar 1840 in Neutz-Lettewitz; † 27. November 1929 in Halle) war ein deutscher evangelischer Pfarrer, Schriftsteller und Komponist.

## Leben
Hermann Otto Nietschmann war der Sohn des Lehrers Johann Nietschmann (1807–1891). Mit 13 Jahren trat er in die  Latina der Franckeschen Stiftungen zu Halle ein und erwarb dort das Abitur. 1859 ließ er sich für Theologie an der heutigen Martin-Luther-Universität Halle-Wittenberg immatrikulieren. Nach Abschluss des Studiums 1864 war er einige Jahre als Hauslehrer tätig. Im Jahr 1867 wurde er Diakon, später Pfarrer an der Moritzkirche und am städtischen Hospital. An der Moritzkirche war er 40 Jahre tätig und trat dann am 1. Oktober 1907 in den Ruhestand. Im Pfarrhaus der Moritzkirche entstand die Mehrzahl seiner Werke (Bücher und Kompositionen).
Nietschmann war mit Berta Brandt (* 23. März 1841) verheiratet. Das Paar hatte vier Kinder.
Hermann Nietschmanns Pseudonym entstand durch die alte Form von Hermann („Armin“), der Nachname wurde durch die ersten fünf Buchstaben rückwärts gelesen gebildet, also „Niets“ zu „Stein“. Auf der Mehrzahl seiner Werke stand das Pseudonym Armin Stein, darunter meist in Klammern Hermann O. Nietschmann.

## Literarisches Wirken
Das schriftstellerische Schaffen Hermann Nietschmanns kann in zwei Hauptgebiete gegliedert werden: Zum einen die volkstümlichen Erzählungen – Nietschmann nannte sie Schlichte Geschichten – in insgesamt 9 Bänden, zum anderen die geschichtliche Erzählung oder Deutsche Geschichts- und Lebensbilder in insgesamt 33 Bänden. Seit 1879 erschienen seine Werke vor allem in der Buchhandlung des Waisenhauses in Halle (Saale).
Zu den warmherzigen Erzählungen gehören Sammlungen wie
- Freudvoll und leidvoll
- Am stillen Herd
- Aus Krieg und Frieden
- In der Dämmerstunde

Etwas später veröffentlichte Nietschmann die Erzählung Martin Luther und Graf Erbach. Das Buch erreichte mehrere Auflagen.
Unter den 33 Bänden deutscher Geschichts- und Lebensbilder ist an erster Stelle das 1901  erschienene Buch: Die Stadt Halle a. d. Saale. In Bildern aus ihrer geschichtlichen Vergangenheit dargestellt zu nennen.
Weiterhin gehören zu dieser Hauptgruppe die Werke
- Der Salzgraf von Halle
- Thomas Münzer 1900
- Kardinal Albrecht
- Der Kirchenfürst und sein Günstling
- Georg Friedrich Händel
- August Hermann Francke
- Otto der Große
- Gutenberg
- Martin Luther
- Katharina von Bora
- Das Buch vom Magister Melanchthon
- Der große Kurfürst
- Friedrich des Großen Jugendleben
- Königin Luise
- Aus dem Reich der Töne (Bach, Haydn, Mozart, Beethoven)

Ein autobiographisches Werk ist das Buch Arnold Strahl – Ein Schülerleben, in dem Nietschmann seine Schulzeit auf der Latina der Franckeschen Stiftungen zu Halle beschreibt.

Arnold Strahl – Ein Schülerleben
Die Stadt Halle in Bildern

## Veröffentlichungen

Titelseite

- Das Buch vom Doktor Luther. Projekte-Verlag Cornelius GmbH, Halle und Eisleben 2014, ISBN 978-3-95486-505-5
- Vom Markt des Lebens – Ernst- und Scherzhaftes, Hamburg 1906